# Eleotris fasciatus
Eleotris fasciatus är en fiskart som beskrevs av Chen, 1964. Eleotris fasciatus ingår i släktet Eleotris och familjen Eleotridae. Inga underarter finns listade i Catalogue of Life.